# Ron Keeble
Ronald James „Ron” Keeble (ur. 14 stycznia 1946 w Londynie) – brytyjski kolarz torowy, brązowy medalista olimpijski.

## Kariera
Największy sukces Ron Keeble osiągnął w 1972 roku, kiedy wspólnie z Mickiem Bennettem, Williamem Moore’em i Ianem Hallamem zdobył brązowy medal w drużynowym wyścigu na dochodzenie podczas igrzysk olimpijskich w Monachium. Był to jedyny medal wywalczony przez Keeble’a na międzynarodowej imprezie tej rangi. Na rozgrywanych rok wcześniej igrzyskach olimpijskich w Meksyku razem z kolegami z reprezentacji w tej samej konkurencji odpadł we wczesnej fazie rywalizacji. Nigdy nie zdobył medalu na torowych mistrzostwach świata.